# Kōgi Kudara
Kōgi Kudara (* 31. Mai 1945 in Kakogawa; † 12. Mai 2004) war ein japanischer Buddhologe.

## Leben
Von 1964 bis 1970 studierte er Buddhologie, Fakultät für Literatur der Ryūkoku-Universität. Nach dem Doktoratsstudium (1970–1975) für Buddhologie, Fakultät für Literatur, an der Ryūkoku-Universität war er von 2000 bis 2004 Professor an der Fakultät für Literatur, an der Ryūkoku-Universität. Er war bis zu seinem Tod buddhistischer Priester der Jōdoshinshū-Schule.

## Schriften (Auswahl)
- mit Peter Zieme: ウイグル語の觀無量壽經. Kyōtoshi 1985, OCLC 20756924.
- mit Werner Sundermann und Yutaka Yoshida: Iranian fragments from the Ôtani collection. Kyoto 1997, OCLC 42626424.
- A General catalogue of the Chinese texts from East Turkestan in the Berlin collection (provisional trial edition). Tokyo 2000, OCLC 257135129.